# Просвіров Нікон Андрійович
Нікон Андрійович Просвіров (рос. Никон Андреевич Просвиров; 16 листопада 1901, Котельниково — 2 березня 1971, Київ) — радянський воєначальник, начальник залізничних військ СРСР в 1944–1945 роках, генерал-лейтенант технічних військ (з 1944 року).

## Біографія
Народився 16 листопада 1901 року в місті Котельниковому (нині Волгоградської області Росії). Росіянин.
У Червоній Армії з вересня 1918 року. Учасник Громадянської війни в Росії. Проходив службу червоноармійцем в складі Пролетарського загону залізничників в 1-й Котельниковській стрілецькій дивізії 10-ї армії, потім в 2-му Селянського полку 2-ї радянської Донської стрілецької дивізії. З травня 1919 року — писар управління 37-ї стрілецької дивізії. Воював на Південному і Південно-Східному фронтах. Демобілізований в лютому 1920 року.
З вересня 1921 року знову в Червоній Армії. З березня 1923 року служив в 22-му окремому залізничному батальйоні, машиніст, командир відділення, помічник командира взводу, машиніст-наставник, помічник командира роти, помічник начальника депо. У вересні 1924 року переведений у 8-й Червонопрапорний залізничний полк імені Воровського на Туркестанському фронті. У його складі обіймав посади помічника командира роти і начальника депо, командира і політрука роти, зведеного батальйону, командира технічної роти, він же начальник бойового харчування, командира батальйону, начальника полкової школи. У травні 1936 року Н. А. Просвіров призначений помічником командира з технічної частини 11-го залізничного полку в місті Сизрані. У липні 1938 року переведений командиром 5-ї бригади Особливого корпусу залізничних військ Червоної Армії, з січня 1939 року — командир цього ж корпусу на Далекому Сході, який брав участь в будівництві залізниць на Далекому Сході і в МНР. За успішне виконання завдань уряду в травні 1938 року нагороджений орденом «Знак Пошани», а в 1939 році — орденом Трудового Червоного Прапора. У березні 1941 року корпус був перекинутий на будівництво залізниць в західних районах України. Крім того, корпус під його командуванням займався реконструкцією Львівського залізничного вузла, а також залізничних вузлів Гречани, Шепетівка та Красне.
На початку радянсько-німецької війни Особливий корпус залізничних військ під командуванням генерал-майора технічних військ Н. А. Просвірова брав участь у виконанні відновлювальних і загороджувальних робіт на Південно-Західному фронті. З жовтня 1941 року керував загороджувальними роботами Московського залізничного вузла і метрополітену, одночасно частини корпусу вели загороджувальні та відновлювальні роботи в смузі Південно-Західного, Західного і Калінінського фронтів. У січні 1942 року був призначений заступником начальника Головного управління військово-відбудовних робіт Народного комісаріату шляхів сполучення — начальником Управління залізничних військ. З травня 1944 року — начальник Головного управління військово-відбудовних робіт НКШС — начальник залізничних військ. На початку квітня 1945 року на основі Постанови ДКО він був з посади звільнений і зарахований у розпорядження НКШС.
Після війни в серпні 1945 року призначений заступником начальника Головного управління військово-відбудовних робіт НКШС, потім в березні 1946 року — командиром 2-го корпусу залізничних військ.

Могила Н. Просвірова

З лютого 1964 року в запасі. Помер 2 березня 1971 року в Києві. Похований на Байковому кладовищі.

## Нагороди
Нагороджений двома орденами Леніна, чотирма орденами Червоного Прапора, орденами Трудового Червоного Прапора, «Знак Пошани», медалями.